# Mario Teodoro Ramírez Cobián
Mario Teodoro Ramírez Cobián (6 de agosto de 1958 en Ocampo, Tamaulipas, México). Es un filósofo mexicano, investigador y fundador del Instituto de Investigaciones Filosóficas "Luis Villoro" de la Universidad Michoacana de San Nicolás de Hidalgo. Su vida ha estado dedicada al desarrollo de la filosofía nacional y al debate filosófico internacional.

## Reseña biográfica

### Biografía
Mario Teodoro Ramírez es parte de la comunidad universitaria nicolaita desde 1977 cuando se incorporó como profesor, donde se licenció como filósofo en 1979. Obtuvo su grado de maestro en filosofía por la Universidad Nacional Autónoma de México en 1986 con la tesis que después sería publicada en 1994 bajo el nombre de El quiasmo. Ensayo sobre la filosofía de Merleau-Ponty que representa el inicio de la recepción del pensamiento del filósofo francés Maurice Merleau-Ponty en México. En 1994 obtiene su grado como Doctor en Filosofía por la misma universidad con la tesis Cuerpo y Arte. Para una estética merleaupontiana publicada en 1996 por la Universidad Autónoma del Estado de México. 
Fue director de la entonces Escuela de Filosofía, hoy Facultad de Filosofía "Dr. Samuel Ramos Magaña" de  la Universidad Michoacana de San Nicolás de Hidalgo de 1985 a 1989 y luego nuevamente de 1998 a 2002. Promotor fundador del programa de Maestría en Filosofía de la Cultura (1993) y del Programa de Doctorado en Filosofía (2008). Fue además director fundador del Instituto de Investigaciones Filosóficas “Luis Villoro” de 2007 a la
fecha). Fue presidente de la Asociación Filosófica de México (AFM), la asociación más importante de filósofos de México, de 2013 a 2014.

### Pensamiento
Mario Teodoro Ramírez centra su atención en los problemas filosóficos relacionados con el sentido del filosofar para el ser humano. Su pensamiento ha sido muy diverso y ha atravesado las corrientes filosóficas más novedosas e importantes del siglo XX, tales como la fenomenología, la hermenéutica, el existencialismo, la filosofía de la cultura y actualmente el giro ontológico de la filosofía continental y anglosajona, que ha sido agrupado bajo el nombre de "nuevo realismo" o "realismo especulativo."  También ha cultivado un estudio atento de la filosofía mexicana, es autor de la primera monografía sobre el pensamiento de Luis Villoro, La razón del otro y de decenas artículos sobre el pensamiento mexicano de la primera mitad del siglo XX, particularmente el de José Vasconcelos y Antonio Caso. 
Hay en su pensamiento una preocupación central por el concepto de "creación", por sus alcances humanos para una rehabilitación del humanismo, o por su sentido para la integración del ser humano con la comunidad de lo existente. Esta inquietud atraviesa su pensamiento como una de las posibles líneas que lo hacen dialogar con una infinidad de autores y perspectivas. El problema de la comunidad, del sentido y de la apertura de lo humano a lo Otro, al Ser en cuanto tal, le ha abierto camino a través del pensamiento de José Vasconcelos y su humanismo cósmico, Luis Villoro y su proyecto de una comunidad como forma superior de comunidad, Jean-Luc Nancy y Giorgio Agamben quienes siguen el proyecto de una comunidad imposible, siempre abierta "desobrada" y "por venir".
Otra línea que atraviesa su pensamiento, intersecándose en muchos puntos con el problema del sentido, es para Ramírez el problema de la creación, como autocreación, o el sentido de la humanidad, de lo humano, como un proyecto siempre abierto. Esto lo ha hecho llevar la reflexión estética a los límites de su posibilidad, hasta plantear la idea de una estética como ontología. Idea que aparece tempranamente en su pensamiento, en su tesis doctoral sobre la estética merleaupontiana, pero que adquiere toda su concreción en su actual viraje realista. 
La inquietud de Ramírez se aterriza así en la del sentido de la filosofía como la actividad eminentemente humana, humanizante.

## Premios y reconocimientos
- Mérito nicolaita (Medalla otorgada por la Universidad Michoacana de San Nicolás de Hidalgo, 1999)
- Miembro del Sistema Nacional de Investigadores (SNI) Nivel III (SNI III, 2013)

## Obras
- Retorno a lo Sensible. Filosofía y estética, Morelia, FONAPAS-UMSNH, 1980, 150 pp.
- El quiasmo. Ensayo sobre la filosofía de Merleau-Ponty, presentación de Enrique Dussel, Morelia, UMSNH, 1994, 300 pp.
- Cuerpo y arte. Para una estética merleaupontiana, Toluca, UAEM, 1996, 295 pp.
- De la razón a la praxis. Vías hermenéuticas, Presentación de Carlos B. Gutiérrez, México, siglo XXI, 2003.
- Filosofía culturalista, Presentación de Luis Villoro, Morelia, Secretaría de Cultura del Gobierno del Estado de Michoacán, Morelia, 2005.
- La reforma moral de la Universidad y otros temas de educación, política y sociedad,Morelia, Jitanjáfora, 2006.
- Filosofía y creación, Morelia, UMSNH-Driada, 2007.
- Escorzos y horizontes. Merleau-Ponty en su centenario (1908-2008), Morelia, Jitanjáfora, 2008.
- La razón del otro. Estudios sobre el pensamiento de Luis Villoro, México, UNAM, 2010.
- Humanismo para una nueva época. Con nuevos ensayos sobre Luis Villoro, presentación de Oliver Kozlarek, México, siglo XXI, 2011.
- La filosofía del quiasmo. Introducción al pensamiento de Merleau-Ponty (2ª. edición de El quiasmo). México, Fondo de Cultura Económica, 2013.
- Como coordinador de libros colectivos:
- Filosofía de la cultura en México, México, Plaza y Valdés, 1997.
- Variaciones sobre arte, estética y cultura (prólogo de Eugenio Trías), Morelia, UMSNH, 2002.
- Merleau-Ponty viviente, Barcelona, Anthropos, 2012.
- Luis Villoro: pensamiento y vida. Homenaje en sus 90 años, México, siglo XXI - UMSNH, 2014.
- El nuevo realismo. La filosofía del siglo XXI, México, siglo XXI, 2016.